# Xsan
Xsan è un programma sviluppato da Apple Inc. per implementare una Storage Area Network (SAN).

## SAN
Con il termine SAN (Storage Area Network) si indica una rete di storage che consente di definire filesystem clustered e non su dischi di host o di risorse storage distribuite.
Xsan è un software per la soluzione SAN di Apple che consente di implementare in sostanza un file system virtuale che in realtà può essere distribuito tra più risorse.
A differenza della tecnologia RAID, la tecnologia SAN è nata infatti per utilizzare decine di dischi contemporaneamente, se necessario. Non sono infrequenti postazioni con più di cento dischi gestiti da server SAN. I sistemi SAN si preoccupano di gestire la ridondanza necessaria, per evitare perdite di dati in caso di guasto di un singolo disco, e si preoccupano di gestire dinamicamente l'allocazione delle risorse per ottenere la migliore velocità di trasferimento possibile.

## Specifiche
La soluzione Apple è stata dichiarata come disponibile nell'autunno del 2004 ad un prezzo di 899 euro. Un prezzo modesto rispetto alla concorrenza. Xsan implementa un file system a 64 bit. Un singolo file può essere grande al massimo 16 Terabyte e ogni disco virtuale può essere utilizzato al massimo da 64 computer biprocessore. Il pacchetto è nato per essere utilizzato in congiunzione con le macchine Xserve RAID, anche se può essere utilizzato su qualsiasi computer Macintosh. Xsan è stato progettato per gestire flussi video e rappresenta uno dei tasselli della piattaforma di editing video che Apple vuole realizzare con i computer Power Mac G5. Il File System è stato progettato in modo da poter sopportare l'accesso concorrenziale a molti file, situazione tipica dei Data center. Il programma è stato progettato per essere utilizzato anche da utenti senza specifica formazione, in modo da ridurre i tempi di installazione e di formazione del personale. Il programma può essere utilizzato in reti miste, dato che è in grado di interagire con computer Microsoft Windows e GNU/Linux, oltre che ovviamente con computer Macintosh.

## Ritardi
Apple ha posticipato la disponibilità di Xsan all'inizio del 2005. L'azienda non ha rilasciato dichiarazioni ufficiali rispetto al ritardo di commercializzazione del prodotto ma notizie non confermate affermano che lo sviluppo del file system distribuito si sia rivelato un problema tecnologico molto più arduo del previsto e che quindi il ritardo nella distribuzione del prodotto era inevitabile.
Apple ha presentato il prodotto il 4 gennaio 2005 al prezzo di 999 euro che pur rimanendo un prezzo molto competitivo rispetto alla concorrenza rappresenta 100 euro in più del prezzo originariamente annunciato.